# Tour Down Under 2014
16. edycja wyścigu Santos Tour Down Under odbyła się w dniach 21-26 stycznia 2014 roku. Trasa tego australijskiego, sześcioetapowego wyścigu liczyła 815,5 km. Był to pierwszy wyścig należący do cyklu UCI World Tour 2014, najwyższej kategorii szosowych wyścigów kolarskich.

## Lista startowa
| Numery | Kod | Drużyna          |
| ------ | --- | ---------------- |
| 1-7    | ALM | Ag2r-La Mondiale |
| 11-17  | AST | Pro Team Astana  |
| 21-27  | BEL | Belkin           |
| 31-37  | BMC | BMC Racing Team  |
| 41-47  | CAN | Cannondale       |
| 51-57  | FDJ | FDJ.fr           |
| 61-67  | GRS | Garmin-Sharp     |
| 71-77  | KAT | Team Katusha     |
| 81-87  | LAM | Lampre-Merida    |
| 91-97  | LTB | Lotto-Belisol    |

| Numery  | Kod | Drużyna                     |
| ------- | --- | --------------------------- |
| 101-107 | MOV | Movistar Team               |
| 111-117 | OPQ | Omega Pharma-Quick Step     |
| 121-127 | OGE | Orica-GreenEDGE             |
| 131-137 | SKY | Team Sky                    |
| 141-147 | GIA | Giant-Shimano               |
| 151-157 | EUC | Team Europcar               |
| 161-167 | TTS | Team Tinkoff-Saxo           |
| 171-177 | TRE | Trek Factory Racing         |
| 181-187 | DPC | Drapac Professional Cycling |
| 191-197 | UNI | UniSA-Australia             |

## Etapy
| Etap | Data        | Start – meta            | Typ         | Dystans (km) | Zwycięzca etapu | Lider         |
| ---- | ----------- | ----------------------- | ----------- | ------------ | --------------- | ------------- |
| 1.   | 21 stycznia | Nuriootpa – Angaston    | Pagórkowaty | 135          | Simon Gerrans   | Simon Gerrans |
| 2.   | 22 stycznia | Prospect – Stirling     | Pagórkowaty | 150          | Diego Ulissi    | Simon Gerrans |
| 3.   | 23 stycznia | Norwood – Campbelltown  | Pagórkowaty | 145          | Cadel Evans     | Cadel Evans   |
| 4.   | 24 stycznia | Unley – Victor Harbor   | Płaski      | 148,5        | André Greipel   | Cadel Evans   |
| 5.   | 25 stycznia | McLaren Vale – Willunga | Pagórkowaty | 151,5        | Richie Porte    | Simon Gerrans |
| 6.   | 26 stycznia | Adelaide                | Płaski      | 85,5         | André Greipel   | Simon Gerrans |

### Etap 1 – 21.01: Nuriootpa – Angaston – 135 km
| #  | Zawodnik        | Zespół | Czas       |
| -- | --------------- | ------ | ---------- |
| 1. | Simon Gerrans   | OGE    | 3h 20' 34" |
| 2. | André Greipel   | LTB    | + 0"       |
| 3. | Steele von Hoff | GRS    | + 0"       |

| #  | Zawodnik        | Zespół | Czas       |
| -- | --------------- | ------ | ---------- |
| 1. | Simon Gerrans   | OGE    | 3h 20' 23" |
| 2. | André Greipel   | LTB    | + 5"       |
| 3. | Steele von Hoff | GRS    | + 7"       |

### Etap 2 – 22.01: Prospect – Stirling – 150 km
| #  | Zawodnik      | Zespół | Czas       |
| -- | ------------- | ------ | ---------- |
| 1. | Diego Ulissi  | LAM    | 3h 52' 14" |
| 2. | Simon Gerrans | OGE    | + 0"       |
| 3. | Cadel Evans   | BMC    | + 0"       |

| #  | Zawodnik      | Zespół | Czas       |
| -- | ------------- | ------ | ---------- |
| 1. | Simon Gerrans | OGE    | 7h 12' 31" |
| 2. | Diego Ulissi  | LAM    | + 7"       |
| 3. | André Greipel | LTB    | + 11"      |

### Etap 3 – 23.01: Norwood – Campbelltown – 145 km
| #  | Zawodnik     | Zespół | Czas       |
| -- | ------------ | ------ | ---------- |
| 1. | Cadel Evans  | BMC    | 3h 34' 05" |
| 2. | Nathan Haas  | GRS    | + 15"      |
| 3. | Diego Ulissi | LAM    | + 15"      |

| #  | Zawodnik      | Zespół | Czas        |
| -- | ------------- | ------ | ----------- |
| 1. | Cadel Evans   | BMC    | 10h 46' 39" |
| 2. | Simon Gerrans | OGE    | + 12"       |
| 3. | Diego Ulissi  | LAM    | + 15"       |

### Etap 4 – 24.01: Unley – Victor Harbor – 148,5 km
| #  | Zawodnik         | Zespół | Czas       |
| -- | ---------------- | ------ | ---------- |
| 1. | André Greipel    | LTB    | 3h 33' 07" |
| 2. | Jürgen Roelandts | LTB    | + 0"       |
| 3. | Elia Viviani     | CAN    | + 0"       |

| #  | Zawodnik      | Zespół | Czas        |
| -- | ------------- | ------ | ----------- |
| 1. | Cadel Evans   | BMC    | 14h 19' 46" |
| 2. | Simon Gerrans | OGE    | + 7"        |
| 3. | Diego Ulissi  | LAM    | + 14"       |

### Etap 5 – 25.01: McLaren Vale – Willunga – 151,5 km
| #  | Zawodnik      | Zespół | Czas       |
| -- | ------------- | ------ | ---------- |
| 1. | Richie Porte  | SKY    | 3h 42' 20" |
| 2. | Simon Gerrans | OGE    | + 10"      |
| 3. | Diego Ulissi  | LAM    | + 10"      |

| #  | Zawodnik      | Zespół | Czas        |
| -- | ------------- | ------ | ----------- |
| 1. | Simon Gerrans | OGE    | 18h 02' 19" |
| 2. | Cadel Evans   | BMC    | + 1"        |
| 3. | Diego Ulissi  | LAM    | + 5"        |

### Etap 6 – 26.01: Adelaide 85,5 km
| #  | Zawodnik      | Zespół | Czas       |
| -- | ------------- | ------ | ---------- |
| 1. | André Greipel | LTB    | 1h 55' 16" |
| 2. | Mark Renshaw  | OPQ    | + 0"       |
| 3. | Andrew Fenn   | OPQ    | + 0"       |

| #  | Zawodnik      | Zespół | Czas        |
| -- | ------------- | ------ | ----------- |
| 1. | Simon Gerrans | OGE    | 19h 57' 35" |
| 2. | Cadel Evans   | BMC    | + 1"        |
| 3. | Diego Ulissi  | LAM    | + 5"        |

## Liderzy klasyfikacji po etapach
| Etap                 | Zwycięzca            | Klasyfikacja generalna | Klasyfikacja górska | Klasyfikacja sprinterska | Klasyfikacja młodzieżowa | Klasyfikacja drużynowa |
| -------------------- | -------------------- | ---------------------- | ------------------- | ------------------------ | ------------------------ | ---------------------- |
| 1                    | Simon Gerrans        | Simon Gerrans          | Adam Hansen         | Simon Gerrans            | Carlos Verona            | Lampre-Merida          |
| 2                    | Diego Ulissi         | Simon Gerrans          | Adam Hansen         | Simon Gerrans            | Carlos Verona            | Lampre-Merida          |
| 3                    | Cadel Evans          | Cadel Evans            | Adam Hansen         | Simon Gerrans            | Kenny Elissonde          | BMC Racing Team        |
| 4                    | André Greipel        | Cadel Evans            | Adam Hansen         | Simon Gerrans            | Jack Haig                | BMC Racing Team        |
| 5                    | Richie Porte         | Simon Gerrans          | Adam Hansen         | Simon Gerrans            | Jack Haig                | Orica-GreenEDGE        |
| 6                    | André Greipel        | Simon Gerrans          | Adam Hansen         | Simon Gerrans            | Jack Haig                | Orica-GreenEDGE        |
| Klasyfikacja końcowa | Klasyfikacja końcowa | Simon Gerrans          | Adam Hansen         | Simon Gerrans            | Jack Haig                | Orica-GreenEDGE        |

## Klasyfikacje końcowe

### Klasyfikacja generalna
|    | Zawodnik       | Zespół          | Czas        |
| -- | -------------- | --------------- | ----------- |
| 1  | Simon Gerrans  | Orica-GreenEDGE | 19h 57' 35" |
| 2  | Cadel Evans    | BMC Racing Team | + 1"        |
| 3  | Diego Ulissi   | Lampre-Merida   | + 5"        |
| 4  | Richie Porte   | Team Sky        | + 10"       |
| 5  | Nathan Haas    | Garmin-Sharp    | + 27"       |
| 6  | Robert Gesink  | Belkin          | + 30"       |
| 7  | Daryl Impey    | Orica-GreenEDGE | + 34"       |
| 8  | Geraint Thomas | Team Sky        | + 37"       |
| 9  | Adam Hansen    | Lotto-Belisol   | + 37"       |
| 10 | Igor Silin     | Team Katusha    | + 47"       |

|   | Zawodnik       | Zespół                      | Punkty |
| - | -------------- | --------------------------- | ------ |
| 1 | Adam Hansen    | Lotto-Belisol               | 28     |
| 2 | Axel Domont    | Ag2r-La Mondiale            | 28     |
| 3 | Richie Porte   | Team Sky                    | 24     |
| 4 | William Clarke | Drapac Professional Cycling | 20     |
| 5 | Simon Gerrans  | Orica-GreenEDGE             | 20     |

|   | Zawodnik      | Zespół          | Punkty |
| - | ------------- | --------------- | ------ |
| 1 | Simon Gerrans | Orica-GreenEDGE | 75     |
| 2 | Diego Ulissi  | Lampre-Merida   | 56     |
| 3 | Nathan Haas   | Garmin-Sharp    | 50     |
| 4 | Cadel Evans   | BMC Racing Team | 45     |
| 5 | André Greipel | Lotto-Belisol   | 44     |

|   | Zawodnik           | Zespół                  | Czas        |
| - | ------------------ | ----------------------- | ----------- |
| 1 | Jack Haig          | UniSA-Australia         | 19h 59' 43" |
| 2 | Carlos Verona      | Omega Pharma-Quick Step | + 1' 09"    |
| 3 | Kenny Elissonde    | FDJ.fr                  | + 20' 56"   |
| 4 | Julian Alaphilippe | Omega Pharma-Quick Step | + 21' 18"   |
| 5 | Luca Wackermann    | Lampre-Merida           | + 21' 31"   |

|   | Zespół                      | Czas        |
| - | --------------------------- | ----------- |
| 1 | Orica-GreenEDGE             | 59h 56′ 16″ |
| 2 | BMC Racing Team             | + 28"       |
| 3 | Drapac Professional Cycling | + 3' 58"    |
| 4 | Team Sky                    | + 4' 25"    |
| 5 | Omega Pharma-Quick Step     | + 4' 34"    |